# Neil Landstrumm
Neil Landstrumm, eigentlich Neil MacPherson Sutherland, ist ein schottischer Produzent und Grafiker im Bereich Techno.
Er ist Gründer und Besitzer des Techno- und Designlabels Scandinavia. Neben seiner Musikkarriere ist er als Grafiker bei MTV, Rockstar Games und The Magnificents beschäftigt.
Landstrumm wurde vom Produzent Cristian Vogel, mit dem er auch befreundet ist, für sein Label Mosquito Records verpflichtet. Mit ihm bildete er das Musikprojekt Blue Arsed Fly. Seine Debütsingle The Paskal EP erschien dann 1995 auf dem Label Mosquito Records. Später erschienen Produktionen auf dem Label Planet Mu, welches zu dieser Zeit als das einflussreichste Label im Bereich Techno in England galt. Bekanntheit erlangte vor allem durch Tracks wie beispielsweise „Scandinavia Sessions“ oder „Diamond Taxation“.
Seitdem hat Landstrumm zahlreiche Produktionen veröffentlicht, darunter auch bei Tresor Records, Peacefrog, Sativae und Sonic Groove. Der Titel des letzten Tresor-Albums „She took a bullet meant for me“ bezieht sich auf ein Geiseldrama in Brasilien, bei dem ein Bus entführt und die Geisel, eine Frau, erschossen wurde. Landstrumms frühere Produktionen waren klar dem four-to-the-floor Techno-Genre zuzuordnen. Neuere Produktionen, insbesondere diejenigen für Planet Mu, würde man eher als Dubstep bezeichnen. Er gilt als wichtiger Produzent des Genres.

## Diskografie (Auszug)
Alben
- Brown By August Peacefrog Records 1995
- Understanding Disinformation Tresor Records 1996
- Bedrooms And Cities Tresor Records 1997
- Internal Empire Tresor Records 1998
- Pro Audio Tresor 1998
- She Took A Bullet Meant For Me Tresor 2001
- Restaurant Of Assassins Planet Mu 2007
- Lord for £39 Planet Mu 2008
- Bambaataa Eats His Breakfast Planet Mu 2009

Singles
- Index Man E.P. (12", EP) Peacefrog Records 1995
- M Cap EP (12", EP) Peacefrog Records 1995
- The Paskal E.P (12", EP) Mosquito 1995
- Inhabit The Machines (12") Peacefrog Records 1996
- Praline Horse (12") Tresor 1996
- Split EP (12", EP) Sativae 1996
- Mockba EP (12", EP) Sativae 1997
- Scandinavia Sessions (12") Tresor 1997
- Pro-X-ess (12") Scandinavia Records 1998
- Defiantly Dated EP (12", EP) Sativae 1999
- Glamourama EP (12", EP) Tresor 2001
- Index Man EP (12", EP) Scandinavia Records 2001
- M Cap EP (12", EP) Scandinavia Records 2001
- Restoration EP (12", EP) Mosquito 2001
- The Fourty Million Dollar Beatnik (CD) Scandinavia Records 2001
- The Observer (12") Neue Heimat 2001
- Shot At Dawn E.P. (12", EP) Scandinavia Records 2002
- Asphyxia E.P. (12", EP) Music Man Records 2003
- Mockba EP (12", EP, RP) Sativae 2003
- Punchbag EP (12", EP) Leitmotiv 2004
- Destroyaz (12") Input - Output Inc. 2005
- Fighting Spirit E.P. (12", EP) Iron Oxide 2005
- Sweet Fang E.P. (12", EP) Scandinavia Records 2005
- The Life Of Grime (12") Scandinavia Records 2005
- Factory Revival E.P. (12", EP) Scandinavia Records 2006
- Kids Wake Up / Harlem Shoot Me (12") Planet Mu 2006
- Who Stole Bill's Jacket EP (12", EP) Feinwerk 2006
- Heavy Makeup E.P. (12", EP) Feinwerk 2007
- Signals 004 (7", Ltd) Uncharted Audio 2007
- Explicit Six E.P. (12", EP) Slidebar Recordings 2011
- Like A Sultan EP (12", EP) RAWAX 2013
- Sun Universe (12", EP) Cocoon Recordings 2019

Remixe:
- Christian Morgenstern - Re:Death Before Disko